# FC Zürich
El Fussballclub Zürich es un club de fútbol suizo, de la ciudad de Zúrich. Fue fundado en el 1 de agosto de 1896 y juega en la Superliga de Suiza. El equipo disputa sus partidos como local en Letzigrund en Zúrich, que alberga a 25.000 espectadores. Es uno de los más importantes clubes en el fútbol suizo, habiendo ganado la Superliga trece veces y la Copa de Suiza en diez oportunidades. 
El club ganó la Superliga suiza por última vez la temporada 2022, siendo hoy en día el vigente campeón, y la copa por última vez en 2018. Sus mejores rendimientos a nivel internacional fueron unas semifinales contra el Real Madrid en la Copa de Europa 1963-64 y en la Copa de Europa 1976-77, aquella vez eliminado por el Liverpool.
Mantiene una intensa rivalidad con sus vecinos del Grasshopper Club Zúrich, con quién disputa el Derby de Zúrich.

## Historia
El FC Zürich fue fundado por Hans Gamper el 1 de agosto de 1896 de la fusión del FC Turicum, el FC Excelsior y el FC Viktoria. En sus primeros años, además del fútbol, el club desarrolló otras prácticas deportivas como el boxeo o el balonmano.
Su primer título de liga llegó en 1902. En 1924 conquistaba el segundo. La temporada 1933/34 el Zürich fue colista de la Nationalliga A y descendió a segunda división, donde permaneció siete años hasta recuperar la categoría. Posteriormente regresaría a segunda división en breves períodos (1946–1948 y 1957–1958).
En los años sesenta y setenta, bajo la presidencia del Edwin Nägeli y con jugadores legendarios como Klaus Stürmer, Jakob Kuhn, Fritz Künzli, Ilija Katić o René Botteron, el FC Zürich vivió sus años dorados. En total, conquistó nueve títulos de liga (1963, 1966, 1968, 1974, 1975, 1976, 1981, 2006, 2007), cinco Copas de Suiza (1966, 1970, 1972, 1973, 1976) y una Copa de la Liga (1981).
También en esta época el club alcanzó sus mejores resultados en las competiciones europeas. Llegó a las semifinales de la Copa de Europa de 1964 luego de eliminar al Galatasaray y el PSV Eindhoven, siendo finalmente apeado por el Real Madrid. Nuevamente alcanzó las semifinales de la máxima competición continental la temporada 1976/77 tras derrotar al Rangers y el Dinamo Dresde, pero no pudo superar al Liverpool. Asimismo, llegó a los cuartos de final de la Copa de Ferias 1967/68 tras superar a clubes de gran tradición europea como el FC Barcelona, el Nottingham Forest o el Sporting de Portugal. Su mejor registro en la Recopa de Europa fue llegar a la ronda de cuartos, la temporada 1973/74.

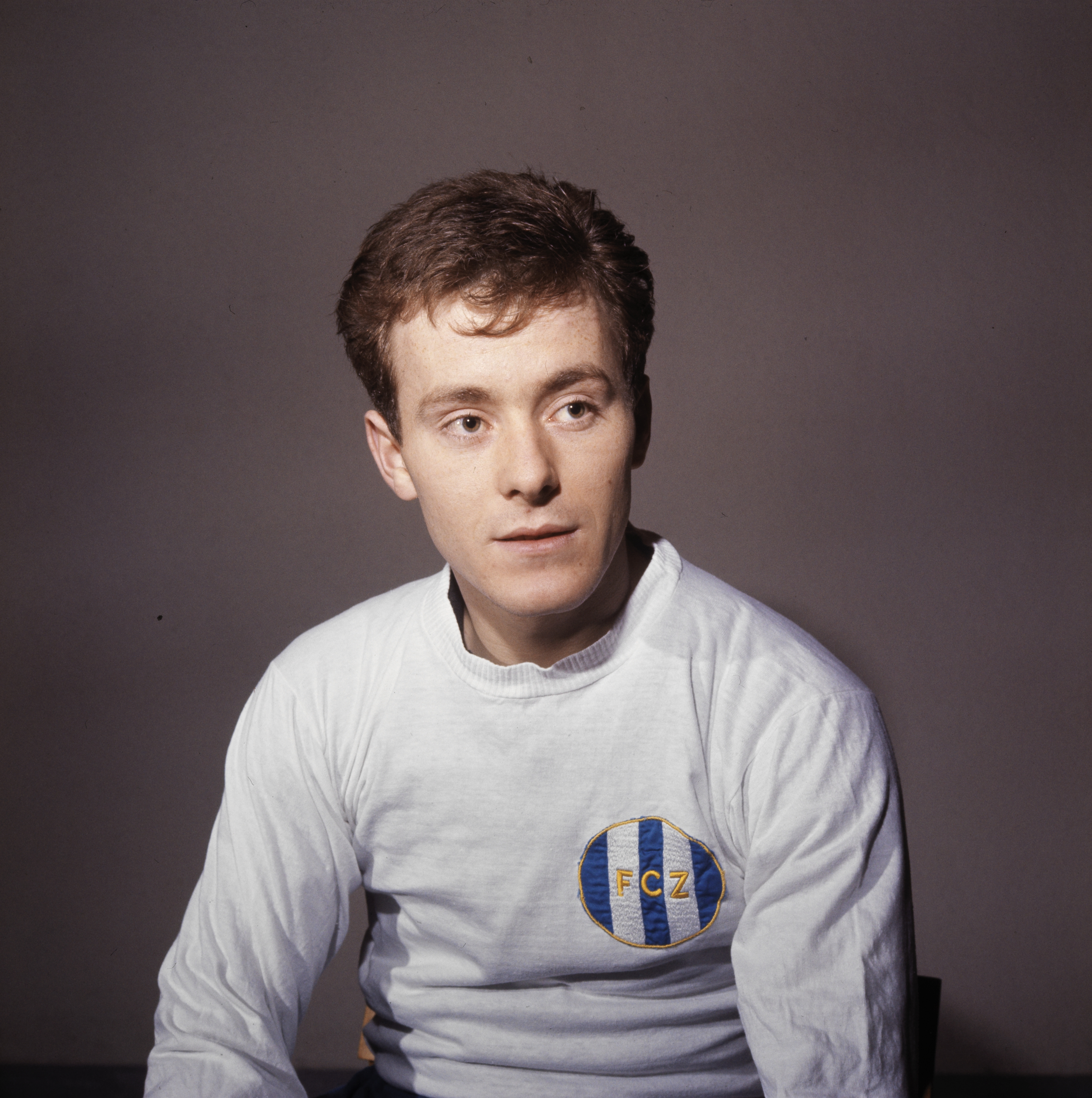
Jakob Kuhn, uno de los jugadores más importantes de la historia del club, en una imagen de 1963.

Durante los años ochenta se hizo habitual que el Zürich terminase la liga en la zona media de la tabla, hasta que finalmente perdió la categoría al término de la temporada 1987/88. Fueron necesarios dos años en la Nationalliga B para poder regresar a la primera división.
La temporada 1998/99 regresa a las competiciones europeas, tras 15 años de ausencia. Participa en la Copa de la UEFA y consigue superar cuatro rondas, para caer en octavos de final contra el AS Roma.
En el año 2000 volvió a saborear un título al conquistar la Copa de Suiza en la tanda de penaltis contra el Lausanne Sports. Repite título en 2005, en esta ocasión tras ganar en la final al FC Luzern. Al año siguiente consigue conquistar la liga, 25 años después, gracias a un memorable gol de Iulian Filipescu en el tiempo añadido del último partido de la temporada.
La siguiente temporada revalidó el título liguero con una victoria por 2-0 ante su clásico rival, el Grasshoppers, nuevamente en la última jornada.
En la temporada 2015-16 significó su descenso a la Challenge League tras terminar décimo y último en la tabla. No obstante logró obtener la Copa de Suiza tras derrotar al F. C. Lugano en la final, y que además le permitiera tener presencia en la próxima UEFA Europa League.

## Indumentaria
- Uniforme titular: Camiseta blanca, pantaloneta blanca, medias blancas.
- Uniforme alternativo: Camiseta azul oscuro, pantaloneta azul oscura, medias azules oscuras.

## Estadio

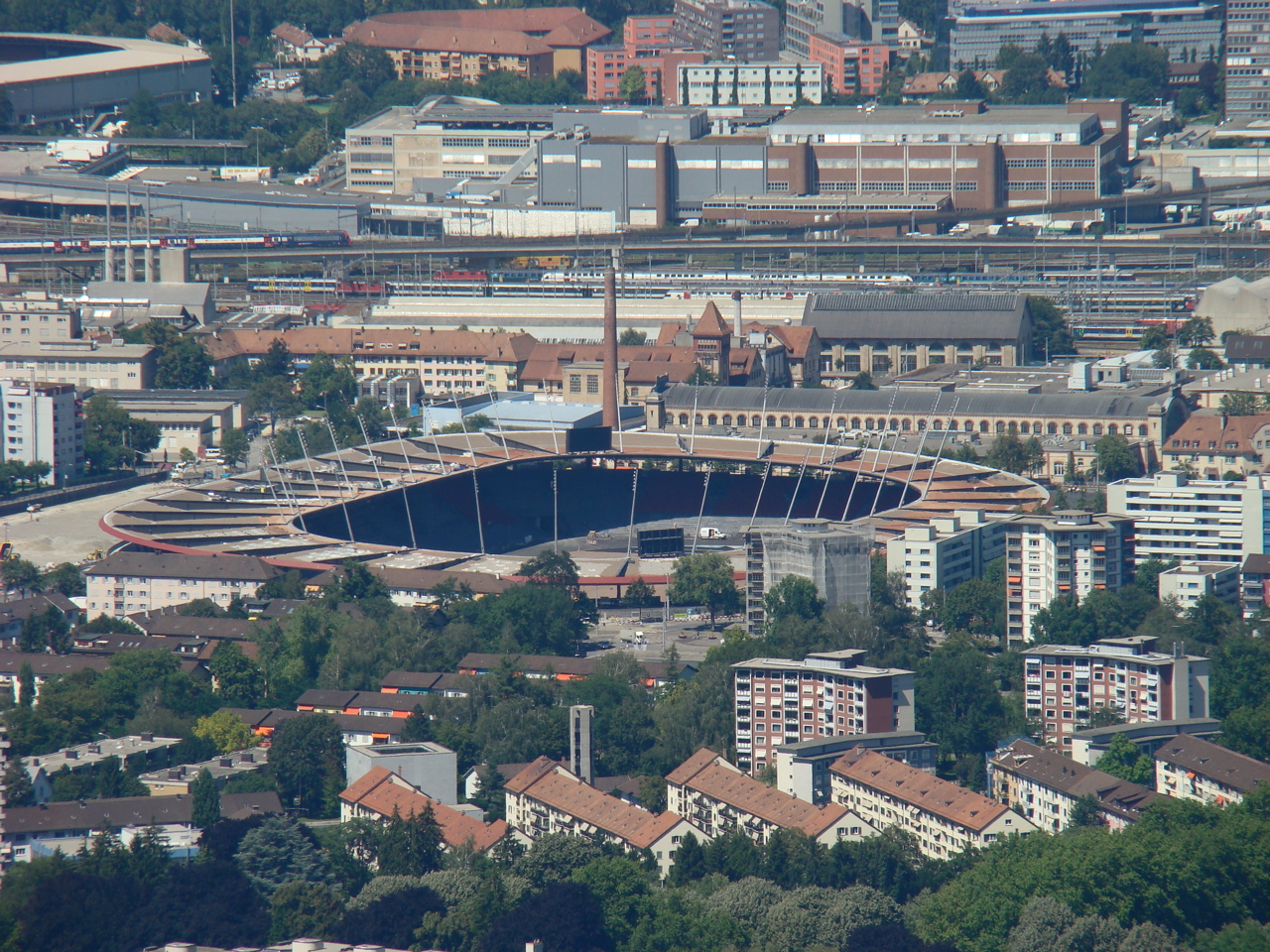
Letzigrund

El FC Zürich disputa sus partidos de local en el estadio Letzigrund, construido en el año 1925. En enero de 2005, la UEFA aprobó los planes para la reconstrucción del estadio de cara a la Eurocopa 2008. En este recinto se disputaron 3 encuentros de dicha competición.
Entre agosto de 2006 y agosto de 2007, dada la remodelación del estadio, el FC Zürich tuvo que jugar de local en el estadio Hardturm, propiedad de su gran rival ciudadano, el Grasshopper-Club Zürich.
El nuevo estadio fue inaugurado el 30 de agosto de 2007. El 23 de septiembre de ese año, el FC Zürich y el Grasshopper jugaron el primer partido de fútbol tras la reconstrucción. La capacidad actual es de 25.000 para partidos de fútbol, 30.000 para el atletismo y 50.000 para conciertos.

## Infraestructura
En 2010, los equipos juveniles y femeninos del club trasladaron su base al parque deportivo Heerenschürli en el barrio de Hirzenbach, donde la academia y los equipos femeninos también juegan sus partidos en casa. En junio de 2022, con la inauguración de la recién construida "Casa del FCZ", el club trasladó también su equipo de la Super Liga y sus oficinas allí con el objetivo de tener toda la organización bajo un mismo techo.

### Jugadores destacados
| - Arthur Petrosyan - Muhamed Konjić - César - Raffael - Shabani Nonda - Hannu Tihinen - Eric Hassli - Gocha Jamarauli - Klaus Stürmer - Herbert Waas - Alhassane Keita - Roberto Di Matteo - Rosario Martinelli - Wynton Rufer - Ike Shorunmu - Rashidi Yekini - Iulian Filipescu - Adrian Ilie - Marcel Răducanu - Mihai Tararache - Shaun Bartlett - Augustine Makalakalane - Jonas Thern - René Botteron - Pierre-Albert Chapuisat - Frédéric Chassot - Blerim Džemaili - Ruedi Elsener - Urs Fischer | - Joan Gamper - Karl Grob - Daniel Gygax - Gökhan Inler - Daniel Jeandupeux - Jakob Kuhn - Fritz Künzli - Johnny Leoni - Heinz Lüdi - Erni Maissen - Xavier Margairaz - Marco Pascolo - Peter Risi - Alain Rochat - Gian-Pietro Zappa - Hanspeter Zwicker - Jure Jerković - Ilija Katić - Haris Škoro - Ladislao Kubala |

## Entrenadores
- József "Csiby" Winkler (1920–22)
- Johann Studnicka (1922–25)
- Severino Minelli (1943–46)
- Willy Iseli (1946–48)
- Theodor Lohrmann (1948–53)
- Joksch Fridl (1953–55)
- Ossi Müller (1955–57)
- Fernando Molina y  Max Barras (1957–58)
- Karl Rappan (1958–59)
- Max Barras (1959–60)
- Georg Wurzer (1960–62)
- Louis Maurer (1962–66)
- László Kubala (1966 – Feb 67)
- René Brodmann (1967 – 67)
- Lev Mantula (1967–69)
- Georg Gawliczek (1969 – 1970)
- Juan Schwanner (1970 – 71)
- Friedhelm Konietzka (1971–78)
- Zlatko Čajkovski (1978 – 80)
- Albert Sing y  R. Martinelli (1980 – 1980)
- Daniel Jeandupeux (1980 – 83)
- Heini Glättli (1983)
- Max Merkel (1983)
- Köbi Kuhn (1983)
- Hans Kodric (1983)
- Köbi Kuhn (Nov 1983 – 84)
- Vaclav Jezek (1984–86)
- Hermann Stessl (1986 – 1987)
- Friedhelm Konietzka (Sept 1987 – 88)
- Hans Bongartz (1988 –1989)
- Walter Iselin (1989)
- Herbert Neumann (Oct 1989 –Oct 1991)
- Kurt Jara (1991 – 1994)
- Bob Houghton (1994 – 95)
- Raimondo Ponte (1995 – 2000)
- Gilbert Gress (2000 –01)
- Georges Bregy (2001 –03)
- Walter Grüter (interino) (2003)
- Lucien Favre (2003 –07)
- Bernard Challandes (2007 –10)
- Urs Fischer (interino) (2010)
- Urs Fischer (2010 –12)
- Harald Gämperle (interino) (2012)
- Urs Meier (interino) (2012)
- Rolf Fringer (2012)
- Urs Meier (interino) (2012)
- Urs Meier (2013 –15)
- Massimo Rizzo (interino) (2015)
- Sami Hyypiä (2015 –16)
- Uli Forte (2016 –18)
- Ludovic Magnin (2018 –20)
- Massimo Rizzo (2020–21)
- André Breitenreiter (2021–2022)
- Franco Foda (2022)
- Genesio Colatrella (interino) (2022)
- Bo Henriksen (2022–24)

## FC Zürich II
FC Zürich posee un segundo equipo, compuesto únicamente por futbolistas menores de 21 años, que participa en la Promotion League.

## Palmarés

### Profesional

#### Torneos nacionales (24)
- Superliga de Suiza (13): 1902, 1924, 1963, 1966, 1968, 1974, 1975, 1976, 1981, 2006, 2007, 2009,  2022
- Copa de Suiza (10): 1966, 1970, 1972, 1973, 1976, 2000, 2005, 2014, 2016, 2018
- Copa de la Liga Suiza (1): 1981
- Challenge League (5): 1941, 1948, 1958, 1992, 2017

#### Torneos internacionales
- Copa Intertoto de la UEFA (4): 1973, 1974, 1984, 1993[2]

### Reservas

#### Torneos nacionales
- Super Liga Suiza de reservas (2): 1953, 1961[3]
- Copa Suiza de reservas: 1991[3]

### Juveniles

#### Torneos nacionales
- Campeonato A/Inter A1 (5): 1954, 1961, 1962, 1963, 1966[4]
- Campeonato E/Inter E1: 1973[4]
- Campeonato suizo sub-18: 2003[4]
- Copa Suiza Junior (2): 1958, 1968[4]
- Copa Suiza sub-16 (4): 1977, 1981, 1982, 1985[4]
- Copa Suiza Schoolboys (5): 1982, 1983, 1984, 1985, 1986[4]
- Copa Suiza sub-13 (4): 2001, 2002[4]
- Copa Suiza C (2): 1989, 2005[4]

### Femenino

#### Torneos nacionales
- Super Liga Suiza Femenina (14): 1980, 1981, 1982, 1983, 1985, 1987, 1988, 1990, 1991, 1993, 1994, 1998, 2008, 2009[5][6]
- Copa Suiza Femenina (8): 1981, 1986, 1987, 1988, 1989, 1990, 1993, 2007[7][6]

## Participación en competiciones de la UEFA

#### Por competición
Nota: En negrita competiciones activas.
| Competición                                   | Temp. | PJ  | PG | PE | PP | GF  | GC  | Dif. | Puntos | Títulos | Subtítulos |
| --------------------------------------------- | ----- | --- | -- | -- | -- | --- | --- | ---- | ------ | ------- | ---------- |
| Copa de Europa / Liga de Campeones de la UEFA | 11    | 45  | 17 | 5  | 23 | 56  | 77  | -21  | 56     | –       | –          |
| Copa de la UEFA / Liga Europa de la UEFA      | 16    | 78  | 25 | 18 | 35 | 102 | 125 | -23  | 93     | –       | –          |
| Recopa de Europa de la UEFA                   | 3     | 12  | 4  | 4  | 4  | 24  | 16  | +8   | 16     | –       | –          |
| Copa Intertoto de la UEFA                     | 1     | 6   | 3  | 1  | 2  | 11  | 5   | +6   | 10     | –       | –          |
| Copa de Ferias (No oficial)                   | 2     | 10  | 4  | 0  | 6  | 12  | 12  | 0    | 12     | –       | –          |
| Total                                         | 33    | 151 | 53 | 28 | 70 | 205 | 235 | -30  | 187    | 0       | 0          |
| Actualizado a la Temporada 2021-22.           |       |     |    |    |    |     |     |      |        |         |            |

### Resultados
| Competicion UEFA | Competicion UEFA             | Competicion UEFA       | Competicion UEFA              | Competicion UEFA           | Competicion UEFA    | Competicion UEFA |
| Temporada        | Torneo                       | Ronda                  | País                          | Club                       | Resultado           |                  |
| ---------------- | ---------------------------- | ---------------------- | ----------------------------- | -------------------------- | ------------------- | ---------------- |
| 1963–64          | Copa de Europa               | Clasificatoria         | Irlanda                       | Dundalk                    | 3 – 0, 1 – 2        |                  |
| 1963–64          | Copa de Europa               | Octavos de final       | Turquía                       | Galatasaray                | 2 – 0, 0 – 2, 2 – 2 |                  |
| 1963–64          | Copa de Europa               | Cuartos de final       | Países Bajos                  | PSV Eindhoven              | 0 – 1, 3 – 1        |                  |
| 1963–64          | Copa de Europa               | Semifinales            | España                        | Real Madrid                | 1 – 2, 0 – 6        |                  |
| 1966–67          | Copa de Europa               | Primera Ronda          | Escocia                       | Celtic                     | 0 – 2, 0 – 3        |                  |
| 1967–68          | Copa de Ferias               | Primera Ronda          | España                        | Barcelona                  | 3 – 1, 0 – 1        |                  |
| 1967–68          | Copa de Ferias               | Segunda Ronda          | Inglaterra                    | Nottingham Forest          | 1 – 2, 1 – 0        |                  |
| 1967–68          | Copa de Ferias               | Octavos de final       | Portugal                      | Sporting de Lisboa         | 3 – 0, 0 – 1        |                  |
| 1967–68          | Copa de Ferias               | Cuartos de final       | Escocia                       | Dundee                     | 0 – 1, 0 – 1        |                  |
| 1968–69          | Copa de Europa               | Primera Ronda          | Dinamarca                     | AB                         | 1 – 3, 2 – 1        |                  |
| 1969–70          | Copa de Ferias               | Primera Ronda          | Escocia                       | Kilmarnock                 | 3 – 2, 1 – 3        |                  |
| 1970–71          | Recopa de Europa             | Primera Ronda          | Islandia                      | Knattspyrnufélag Akureyrar | 7 – 1, 7 – 0        |                  |
| 1970–71          | Recopa de Europa             | Octavos de final       | Bélgica                       | Brujas                     | 0 – 2, 3 – 2        |                  |
| 1972–73          | Recopa de Europa             | Primera Ronda          | Gales                         | Wrexham                    | 1 – 1, 1 – 2        |                  |
| 1973–74          | Recopa de Europa             | Primera Ronda          | Bélgica                       | Anderlecht                 | 2 – 3, 1 – 0        |                  |
| 1973–74          | Recopa de Europa             | Octavos de final       | Suecia                        | Malmö FF                   | 0 – 0, 1 – 1        |                  |
| 1973–74          | Recopa de Europa             | Cuartos de final       | Portugal                      | Sporting de Lisboa         | 0 – 3, 1 – 1        |                  |
| 1974–75          | Copa de Europa               | Primera Ronda          | Inglaterra                    | Leeds United               | 1 – 4, 2 – 1        |                  |
| 1975–76          | Copa de Europa               | Primera Ronda          | Hungría                       | Újpest                     | 0 – 4, 5 – 1        |                  |
| 1976–77          | Copa de Europa               | Primera Ronda          | Escocia                       | Rangers                    | 1 – 1, 1 – 0        |                  |
| 1976–77          | Copa de Europa               | Octavos de final       | Finlandia                     | TPS                        | 2 – 0, 1 – 0        |                  |
| 1976–77          | Copa de Europa               | Cuartos de final       | República Democrática Alemana | Dinamo Dresde              | 2 – 1, 2 – 3        |                  |
| 1976–77          | Copa de Europa               | Semifinales            | Inglaterra                    | Liverpool                  | 1 – 3, 0 – 3        |                  |
| 1977–78          | Copa de la UEFA              | Primera Ronda          | Bulgaria                      | CSKA Sofia                 | 1 – 0, 1 – 1        |                  |
| 1977–78          | Copa de la UEFA              | Segunda Ronda          | Alemania Occidental           | Eintracht Frankfurt        | 0 – 3, 3 – 4        |                  |
| 1979–80          | Copa de la UEFA              | Primera Ronda          | Alemania Occidental           | Kaiserslautern             | 1 – 3, 1 – 5        |                  |
| 1981–82          | Copa de Europa               | Primera Ronda          | Alemania Occidental           | Dynamo Berlin              | 0 – 2, 3 – 1        |                  |
| 1982–83          | Copa de la UEFA              | Primera Ronda          | Chipre                        | Pezoporikos                | 2 – 2, 1 – 0        |                  |
| 1982–83          | Copa de la UEFA              | Segunda Ronda          | Hungría                       | Ferencvárosi               | 1 – 1, 1 – 0        |                  |
| 1982–83          | Copa de la UEFA              | Octavos de final       | Portugal                      | Benfica                    | 1 – 1, 0 – 4        |                  |
| 1983–84          | Copa de la UEFA              | Primera Ronda          | Bélgica                       | Royal Antwerp              | 1 – 4, 2 – 4        |                  |
| 1998–99          | Copa de la UEFA              | Clasificatoria 2       | Ucrania                       | Shakhtar Donetsk           | 4 – 0, 2 – 3        |                  |
| 1998–99          | Copa de la UEFA              | Primera Ronda          | Chipre                        | Anorthosis                 | 4 – 0, 3 – 2        |                  |
| 1998–99          | Copa de la UEFA              | Segunda Ronda          | Escocia                       | Celtic                     | 1 – 1, 4 – 2        |                  |
| 1998–99          | Copa de la UEFA              | Octavos de final       | Italia                        | Roma                       | 0 – 1, 2 – 2        |                  |
| 1999–00          | Copa de la UEFA              | Clasificatoria         | Malta                         | Sliema Wanderers           | 3 – 0, 1 – 0        |                  |
| 1999–00          | Copa de la UEFA              | Primera Ronda          | Bélgica                       | Lierse                     | 1 – 0, 4 – 3        |                  |
| 1999–00          | Copa de la UEFA              | Segunda Ronda          | Inglaterra                    | Newcastle United           | 1 – 2, 1 – 3        |                  |
| 2000–01          | Copa de la UEFA              | Primera Ronda          | Bélgica                       | Racing Genk                | 1 – 2, 0 – 2        |                  |
| 2002             | Copa Intertoto de la UEFA    | Primera Ronda          | Bosnia y Herzegovina          | NK Brotnjo                 | 7 – 0, 1 – 2        |                  |
| 2002             | Copa Intertoto de la UEFA    | Segunda Ronda          | Estonia                       | Levadia                    | 1 – 0, 0 – 0        |                  |
| 2002             | Copa Intertoto de la UEFA    | Tercera Ronda          | Inglaterra                    | Aston Villa                | 2 – 0, 0 – 3        |                  |
| 2005–06          | Copa de la UEFA              | Clasificatoria 2       | Polonia                       | Legia Varsovia             | 1 – 0, 4 – 1        |                  |
| 2005–06          | Copa de la UEFA              | 1                      | Dinamarca                     | Brøndby                    | 0 – 2, 2 – 1        |                  |
| 2006–07          | Liga de Campeones de la UEFA | Clasificatoria 2       | Austria                       | Red Bull Salzburgo         | 2 – 1, 0 – 2        |                  |
| 2007–08          | Liga de Campeones de la UEFA | Tercera Ronda          | Turquía                       | Beşiktaş                   | 1 – 1, 0 – 2        |                  |
| 2007–08          | Copa de la UEFA              | 1                      | Italia                        | Empoli                     | 1 – 2, 3 – 0        |                  |
| 2007–08          | Copa de la UEFA              | Grupos                 | República Checa               | Sparta Praga               | 2 – 1               |                  |
| 2007–08          | Copa de la UEFA              | Grupos                 | Francia                       | Toulouse                   | 2 – 0               |                  |
| 2007–08          | Copa de la UEFA              | Grupos                 | Rusia                         | Spartak Moscú              | 0 – 1               |                  |
| 2007–08          | Copa de la UEFA              | Grupos                 | Alemania                      | Bayer Leverkusen           | 0 – 5               |                  |
| 2007–08          | Copa de la UEFA              | Dieciseisavos de final | Alemania                      | Hamburgo                   | 1 – 3, 0 – 0        |                  |
| 2008–09          | Copa de la UEFA              | Clasificatoria 2       | Austria                       | Sturm Graz                 | 1 – 1, 1 – 1        |                  |
| 2008–09          | Copa de la UEFA              | Primera Ronda          | Italia                        | Milan                      | 1 – 3, 0 – 1        |                  |
| 2009–10          | Liga de Campeones de la UEFA | Clasificatoria 3       | Eslovenia                     | Maribor                    | 2 – 3, 3 – 0        |                  |
| 2009–10          | Liga de Campeones de la UEFA | Clasificatoria 4       | Letonia                       | Ventspils                  | 3 – 0, 2 – 1        |                  |
| 2009–10          | Liga de Campeones de la UEFA | Grupos                 | España                        | Real Madrid                | 2 – 5, 0 – 1        |                  |
| 2009–10          | Liga de Campeones de la UEFA | Grupos                 | Italia                        | Milan                      | 1 – 0, 1 – 1        |                  |
| 2009–10          | Liga de Campeones de la UEFA | Grupos                 | Francia                       | Olympique de Marsella      | 0 – 1, 1 – 6        |                  |
| 2011–12          | Liga de Campeones de la UEFA | Clasificatoria 3       | Bélgica                       | Standard de Lieja          | 1 – 1, 1 – 0        |                  |
| 2011–12          | Liga de Campeones de la UEFA | Ronda de Play-Off      | Alemania                      | Bayern Múnich              | 0 – 2, 0 – 1        |                  |
| 2011–12          | Liga Europa de la UEFA       | Grupos                 | Portugal                      | Sporting de Lisboa         | 0 – 2, 0 – 2        |                  |
| 2011–12          | Liga Europa de la UEFA       | Grupos                 | Rumania                       | Vaslui                     | 2 – 2, 2 – 0        |                  |
| 2011–12          | Liga Europa de la UEFA       | Grupos                 | Italia                        | Lazio                      | 1 – 1, 0 – 1        |                  |
| 2013–14          | Liga Europa de la UEFA       | Clasificatoria 3       | República Checa               | Slovan Liberec             | 1 – 2, 1 – 2        |                  |
| 2014–15          | Liga Europa de la UEFA       | Ronda de Play-Off      | Eslovaquia                    | Spartak Trnava             | 3 – 1, 1 – 1        |                  |
| 2014–15          | Liga Europa de la UEFA       | Grupo A                | Chipre                        | Apollon Limassol           | 2 – 3, 3 – 1        |                  |
| 2014–15          | Liga Europa de la UEFA       | Grupo A                | Alemania                      | Borussia Mönchengladbach   | 1 – 1, 0 – 3        |                  |
| 2014–15          | Liga Europa de la UEFA       | Grupo A                | España                        | Villarreal                 | 1 – 4, 3 – 2        |                  |
| 2015–16          | Liga Europa de la UEFA       | Clasificatoria 3       | Bielorrusia                   | Dinamo Minsk               | 0 – 1, 1 – 1 (pró.) |                  |
| 2016–17          | Liga Europa de la UEFA       | Grupo L                | España                        | Villarreal                 | 1 – 1, 1 – 2        |                  |
| 2016–17          | Liga Europa de la UEFA       | Grupo L                | Turquía                       | Osmanlıspor                | 2 – 1, 0 – 2        |                  |
| 2016–17          | Liga Europa de la UEFA       | Grupo L                | Rumania                       | Steaua Bucarest            | 0 – 0, 1 – 1        |                  |
| 2018–19          | Liga Europa de la UEFA       | Grupo A                | Chipre                        | AEK Larnaca                | 1 – 2, 1 – 0        |                  |
| 2018–19          | Liga Europa de la UEFA       | Grupo A                | Bulgaria                      | Ludogorets                 | 1 – 0, 1 – 1        |                  |
| 2018–19          | Liga Europa de la UEFA       | Grupo A                | Alemania                      | Bayer Leverkusen           | 3 – 2, 0 – 1        |                  |
| 2018–19          | Liga Europa de la UEFA       | Dieciseisavos de final | Italia                        | Napoli                     | 1 – 3, 0 – 2        |                  |
| 2022–23          | Liga de Campeones de la UEFA | Clasificatoria 2       | Azerbaiyán                    | Qarabag FK                 | 2 - 2, 2 - 3        |                  |
| 2022–23          | UEFA Europa League           | Clasificatoria 3       | Irlanda del Norte             | Linfield FC                | 3 - 0 , 2 - 0       |                  |
| 2022–23          | UEFA Europa League           | Playoff                | Escocia                       | Hearts                     | 2 - 1, 1 - 0        |                  |
| 2022–23          | UEFA Europa League           | Fase de grupos         | Inglaterra                    | Arsenal FC                 | 1 - 2, 0 - 1        |                  |
| 2022–23          | UEFA Europa League           | Fase de grupos         | Noruega                       | FK Bodø/Glimt              | 2 - 1, 1 - 2        |                  |
| 2022–23          | UEFA Europa League           | Fase de grupos         | Países Bajos                  | PSV Eindhoven              | 1 - 5, 0 - 5        |                  |
| 2024-25          | UEFA Conference League       | Clasificatoria 2       | Irlanda                       | Shelbourne FC              | 3 - 0, 0 - 0        |                  |
| 2024-25          | UEFA Conference League       | Clasificatoria 3       | Portugal                      | Vitória de Guimarães       | 0 - 3, 0 - 2        |                  |